# 保持
保持（ほじ）とは保ち続けること、把持（はじ）はしっかり手を握ること転じて権力などを握る事をさす。ここでは心理学における保持または把持について解説する。

## 心理学における保持・把持
心理学で保持または把持とは、先行の経験を蓄えている状態またはそれを蓄える機能のことである。一般的に学習、記憶、習慣などの前提をなしている。記銘された材料や経験の保持は、学習などの後の再生や再認、再構成などによって測定され記憶の有無を確かめることができる。